# حي سبأ الغربي (صنعاء)

تعديل مصدري - تعديل

حي سبأ الغربي أحد أحياء مديرية شعوب في مدينة صنعاء اليمنية، بلغ عدد سكانه 1852نسمة حسب التعداد السكاني في اليمن لعام 2004.

## الحارات
| الحارة     | عدد المساكن | عدد الأسر | الذكور | الأناث | الإجمالي |
| ---------- | ----------- | --------- | ------ | ------ | -------- |
| حارة حطروم | 285         | 267       | 937    | 915    | 1852     |
| الإجمالي   | 285         | 267       | 937    | 915    | 1852     |